# Aplidium bacculum
Aplidium bacculum är en sjöpungsart som beskrevs av Kott 1992. Aplidium bacculum ingår i släktet Aplidium och familjen klumpsjöpungar. Inga underarter finns listade i Catalogue of Life.